# Hôtel Olive
L'Hôtel Olive est un ancien hôtel particulier inscrit au titre des monuments historiques. Il est situé dans le 6e arrondissement de Marseille, en France.

## Localisation
L'hôtel est situé dans le 6e arrondissement de Marseille, sur le cours Pierre-Puget. 

## Histoire
L'hôtel est construit dans la deuxième moitié du XVIIIe siècle par la famille Olive, propriétaires fonciers et négociants en bois marseillais. Des travaux d'embellissement
sont réalisés par Camille Olive (1793-1876) qui consacre également une partie de sa fortune à l'édification d'un très grand tombeau orné de céramiques polychromes situé dans la grande allée du cimetière Saint-Pierre. Ce tombeau, d'inspiration orientaliste, a été réalisé par Pascal Coste.
Il fait l'objet d'une inscription au titre des monuments historiques depuis le 21 décembre 2016.